# アルミン・モーラー
アルミン・モーラー（Armin Mohler, 1920年4月12日バーゼル - 2003年7月4日ミュンヘン）は、ドイツ語系スイス人の評論家、保守革命の思想史家。第二次世界大戦後の西ドイツ政財界で、フィクサーとして活動した。

## 略歴・人物
バーゼル出身。ギムナジウム進学の傍らボーイスカウトに参加し、1932年にバーゼル大学へ進学し芸術史、ドイツ文学、哲学を学ぶ。20歳になった1940年にスイス軍に徴兵されるも、オスヴァルト・シュペングラーの主著『西洋の没落』やエルンスト・ユンガーの代表的エッセイ『労働者』の影響を受け、1942年2月に軍を脱走してナチス支配下のドイツに入国。シュトゥットガルトでナチス武装親衛隊の訓練を受けるも「信頼できない人物」と評価されて戦争志願兵にはなれずベルリンで数ヶ月間芸術史を研究しスイスに帰国。非合法的越境の罪で1年間の要塞禁錮の刑を受ける。刑期満了後の研究生活で、ユダヤ人哲学者ヤコブ・タウベスと親交を深めた。
1949年にヘルマン・シュマーレンバッハとカール・ヤスパースを指導教官として提出した論文「ドイツの保守革命」で学位を取得。同論文は、詳細な書誌を付けて1950年に初版が刊行されて以来、6度再版され、その度に資料としての書誌の頁が書き加えられた。作家のエルンスト・ユンガーは彼の関心をひき、モーラーはユンガーについての肯定的な論説を1946年の『世界週報』に書いた。1949年にユンガーの個人的な秘書となったもののユンガーの初期の著作で民族革命的な要素の記述を削除する様校訂したことに反発し、1953年に職を辞す。それ以降『ディー・タット』や『ディー・ツァイト』の特派員も務める傍ら、1960年から1964年にかけて 『クライスト・ウント・ヴェルト』に寄稿。1961年にミュンヘンのカール・フリードリヒ・フォン・ジーメンス財団研究員となり、専務理事を経て1985年に退職するまでジーメンス財団に籍を置いた。
ジーメンス財団での活動の傍ら1964年に『ディ・ヴェルト』記者となり、同紙発行元のアクセル・シュプリンガー社を背景に保守系雑誌の創刊に関わるも編集者や寄稿者の意見の不一致から頓挫した。代わりに『クリティコン』『ユンゲ・フライハイト』『ドイツ・ナショナル・ツァイトゥング』などの保守・右翼雑誌に寄稿しながら、ブラント政権に批判的だったフランツ・ヨーゼフ・シュトラウスのブレーンの一人となった。1983年にはフランツ・シェーンフーバーなどの右派人士と共にバート・ホ厶ブルクに「ドイツ評議会」を設立、相前後して結成された共和党の綱領策定に関わった。
1995年11月に行われたインタビューで「若かりし頃と同様、今でもヒトラーを尊敬していますか」との質問に対し、「尊敬するというのはどういう意味なのか。結局のところ、ヒトラーは適切な指導者を作り上げた。彼が育てた幹部には様式があった」と答えている。また別のインタビューで貴方はファシストかと尋ねられて「ホセ・アントニオ・プリモ・デ・リベラ的な意味ではファシストだ」と答え、ファシズムとは貴方にとって何を意味するかとの質問には「失望したリベラリストと失望した社会主義者が集まって何か新しいものを生み出すものだった。これがいわゆる保守革命を生み出している」と返事している。
現在、北海道大学にモーラーが研究の途上で収集した5300冊の蔵書が「ワイマール期保守革命―アルミン・モーラー文庫」として保管・公開されている。また、ドイツのための選択肢にはモーラーの弟子筋が幹部やブレーンに流れ込んでいるという指摘がある。